# Idala
Idala ist ein Ortsteil von Veberöd (tätort) in der südschwedischen Provinz Skåne län und der historischen Provinz Schonen.
Das südöstlich von Lund in der Gemeinde Lund gelegene Idala ist ein reines Wohngebiet, der vorwiegend von Sommerhäusern geprägt ist. Ein Großteil der Einwohner pendelt in die Städte Lund und Dalby.
Vor 2015 war Idala ein eigenständiger Tätort mit zuletzt (2010) 738 Einwohnern, bis es mit dem nördlich gelegenen Veberöd, dessen Ortsmitte etwa zwei Kilometer entfernt ist, faktisch zusammenwuchs.